# Giring Ganesha
Giring Ganesha Djumaryo , né le 14 juillet 1983 à Djakarta, est un chanteur et homme politique indonésien. Il est vice-ministre de la Culture.
Il est ancien chanteur du groupe de rock Nidji (en).

## Biographie

### Jeunesse et formation
Né à Djakarta de musulmans fervents. Son père était un journaliste qui travaillait au bureau d’Antara. Il s'intéresse au Britpop quand il est à l'école.
Le 18 avril 2023, il obtient un diplôme de licence en sciences de la communication de l'université Terbuka.

### Carrière musicale et acteur
En 2002, il est membre fondateur du groupe Nidji (en). Ils sortent leur premier album en 2006, et leur deuxième album suit quelques années plus tard.
En 2008, lui et ses camarades de groupe écrivent pour le film Laskar Pelangi (en) de Riri Riza, qui est adapté du roman du même titre d'Andrea Hirata.
En 2010, il joue le rôle de Sudja, un élève d'Ahmad Dahlan (en), dans le film Sang Pencerah de Hanung Bramantyo.

### Carrière politique
Le 16 novembre 2021, il devient le président du parti de la solidarité indonésienne, en remplacement de Grace Natalie.
Le 21 octobre 2024, le Président de l'Indonésie Prabowo Subianto le nomme vice-ministre de la culture.

### Vie personnelle
Le 15 octobre 2010, il est marié avec Chintya Riza, de six ans sa cadette, selon la tradition javanaise. Il est le père d’une fille.